# Sampson Medal

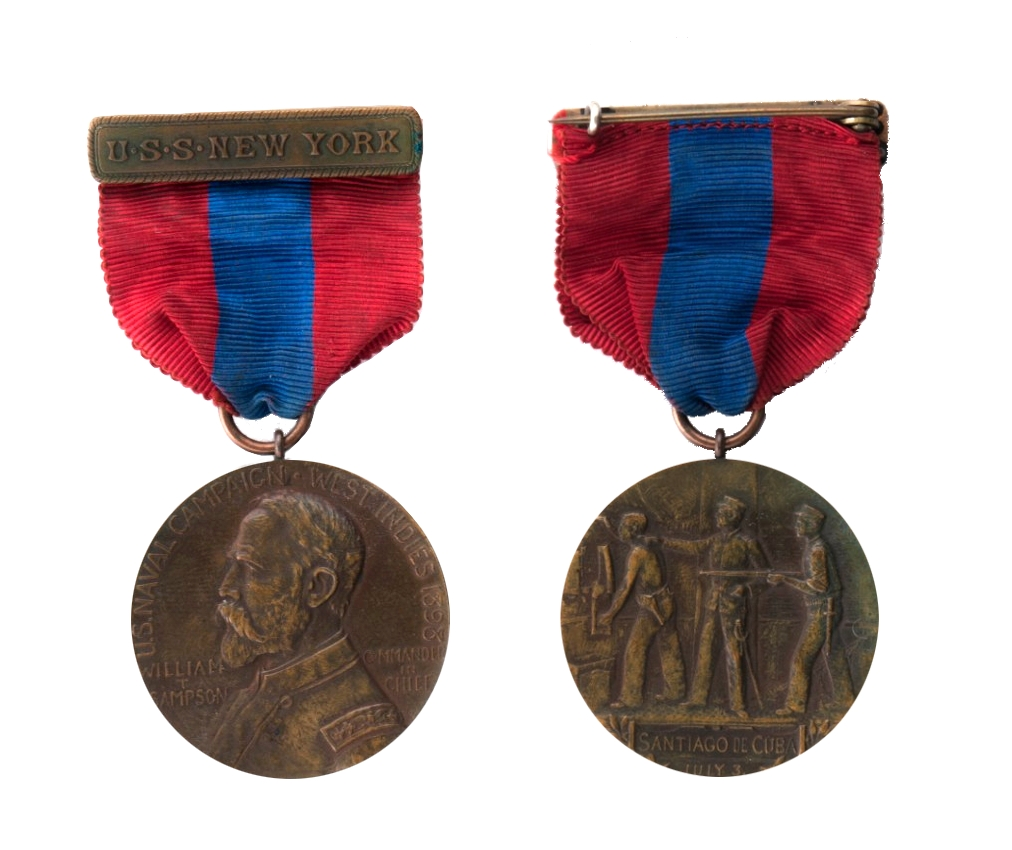
Medaille, ausgegeben an ein Besatzungsmitglied der USS New York

Die Sampson Medal ist eine nicht mehr zur Verleihung gelangende Medaille der Streitkräfte der Vereinigten Staaten.

## Stiftung und Verleihungsvoraussetzungen
Die Medaille wurde am 3. März 1901 durch ein Bundesgesetz gestiftet. Verliehen wurde die Medaille Angehörigen der U.S. Navy für die Teilnahme an Schlachten im Bereich der Westindischen Inseln oder rund um Kuba während des Spanisch-Amerikanischen Krieges.